# Giuseppe Tomaso de Rossi
Giuseppe Tomaso de Rossi (Ceva, 25 maggio 1708 – Alessandria, 20 maggio 1786) è stato un vescovo cattolico italiano.

## Biografia
Nacque a Ceva, figlio di Carlo dei marchesi di Ceva.
Fu ordinato sacerdote il 6 gennaio 1734 e in seguito si laureò all'Università di Torino in utroque iure. Trascorse dieci anni alla diocesi di Casale in qualità di vicario generale del vescovo Ignazio Della Chiesa (†1758).
Fu nominato vescovo di Alessandria il 18 luglio 1757 e consacrato dal cardinale Carlo Alberto Guidobono Cavalchini il 25 luglio seguente, insieme a Innocenzo Gorgoni, O.S.B.Cœl., arcivescovo titolare di Emesa, e Giovanni Battista Giampè, vescovo titolare di Filippopoli di Arabia, in qualità di co-consacranti.
Come vescovo di Alessandria si prodigò per la cura, il restauro e lo sviluppo di molte chiese e del seminario. Nel 1777 venne incaricato di dare inizio al processo di beatificazione del castellazzese Paolo della Croce.
Suoi vicari generali furono l'arcidiacono della cattedrale Pietro Antonio Bigatti, Lorenzo Burgontio già vicario per i precedenti due vescovi di Alessandria, e Giuseppe Antonio Chenna primicerio della cattedrale.
Morì ad Alessandria il 20 maggio 1786.

## Genealogia episcopale
La genealogia episcopale è:
- Cardinale Scipione Rebiba
- Cardinale Giulio Antonio Santori
- Cardinale Girolamo Bernerio, O.P.
- Arcivescovo Gian Galeazzo Sanvitale
- Cardinale Ludovico Ludovisi
- Cardinale Luigi Caetani
- Cardinale Ulderico Carpegna
- Cardinale Paluzzo Paluzzi Altieri degli Albertoni
- Papa Benedetto XIII
- Cardinale Carlo Alberto Guidobono Cavalchini
- Vescovo Giuseppe Tomaso de Rossi